# Miss Mundo 2004
Miss Mundo 2004, fue la 54.ª edición de Miss Mundo, y se celebró en el Teatro Crown of Beauty, Sanya, República Popular de China, el 4 de diciembre de 2004. El certamen del 2004 marcó el segundo año consecutivo en que Sanya fue anfitrión del concurso. Miss Mundo 2003, Rosanna Davison de Irlanda coronó a su sucesora María Julia Mantilla de Perú. 107 concursantes de todo el mundo compitieron por la corona. También se considera que tiene el voto mundial más grande realizado ya que los resultados completos del desfile fueron decididos por los votos emitidos por los espectadores a través de Internet y SMS. Cinco candidatas pasaron a «vía rápida» para las semifinales con los diez candidatas restantes determinados por el voto global.

## Resultados
| Resultado final         | Participantes |
| ----------------------- | --- |
| Miss Mundo 2004         | - Perú - María Julia Mantilla |
| 1.ª Finalista           | - República Dominicana - Claudia Cruz |
| 2.ª Finalista           | - Estados Unidos - Nancy Randall |
| Top 5                   | - Filipinas - Maria Karla Bautista - Polonia - Katarzyna Borowicz |
| Semifinalistas (Top 15) | - Antigua y Barbuda - Shermain Jeremy - Australia - Sarah Davies - China - Yang Jin - Gales - Amy Wuy - México - Yessica Ramírez - Nigeria - Anita Uwagbale - República Checa - Jana Doleželová - Rusia - Tatiana Sidorchuk - Trinidad y Tobago - Kenisha Thom - Vietnam - Nguyễn Thị Huyền |

### Reinas continentales
| Continente     | Candidata                             |
| -------------- | ------------------------------------- |
| África         | - Nigeria – Anita Uwagbale            |
| América        | - Estados Unidos – Nancy Randall      |
| Asia & Oceanía | - Filipinas – Karla Bautista          |
| Caribe         | - República Dominicana – Claudia Cruz |
| Europa         | - Polonia – Katarzyna Borowicz        |

## Relevancia histórica de Miss Mundo 2004

### Resultados
- Perú gana Miss Mundo por segunda vez, Después de 37 Años la primera ocasión fue en 1967 con Madeline Hartog-Bel Houghton.
- Australia, China, Filipinas, Perú, República Dominicanay Trinidad y Tobago repiten clasificación a semifinalistas.
- China clasifican por cuarto año consecutivo y rompe su racha de finalistas desde 2001.
- Australia, Filipinas y Perú clasifican por tercer año consecutivo.
- República Dominicana y Trinidad y Tobago clasifican por segundo año consecutivo.
- Filipinas repite posición en relación con la edición anterior.
- Estados Unidos, Polonia, Nigeria, Rusia y Vietnam clasificaron por última vez en 2002.
- México clasificó por última vez en 1996.
- Polonia clasificó por última vez en 1992.
- Antigua y Barbuda, Gales y República Checa clasifican por primera vez a semifinales.

### Otros datos significativos
- Es la segunda ocasión consecutiva que un certamen Miss Mundo se celebra en Sanya (China).
- Es la edición con mayor número de concursantes desde 2008 (109, candidatas).
- Es la primera vez en la historia del concurso que se menciona a la ganadora antes que la primera finalista.
- También se considera que tiene el voto mundial más grande realizado en el concurso ya que los resultados completos del desfile fueron decididos por los votos emitidos por los espectadores a través de Internet y SMS que coincidentemente la ganadora fue Miss Mundo 2004.
- Por primera vez desde 1995, una nación americana gana el certamen y a la vez la única del continente que ha ganado en la década del 2000.

## Eventos y Retos

### Belleza de mar
| Resultado Final | Candidata |
| --------------- | --- |
| Ganadora        | - Estados Unidos - Nancy Randall |
| 1.ª Finalista   | - Australia - Sarah Davies |
| 2.ª Finalista   | - Trinidad y Tobago- Kenisha Thom |
| Top 10          | - Bolivia - María Apuri - Brasil - Iara Maria Rezende Coelho - Ecuador - Cristina Reyes - Filipinas - Maria Karla Bautista - México - Yessica Ramírez - Paraguay - Tania Domaniczky - República Dominicana - Claudia Cruz                                                                                    |
| Top 20          | - Aruba - Luisana Cicilia - Bosnia y Herzegovina - Njegica Balorda - Francia - Laetitia Marciniak - Hungría - Veronika Orban - Líbano - Nadine Noujeim - Panamá - Melissa Piedrahíta - República Checa - Jana Doleželová - Ucrania - Lesya Matveyeva - Uganda - Barbara Kimbugwe - Venezuela - Andrea Milroy |

### Miss Mundo Deportes & Fitness
| Resultado Final | Candidata |
| --------------- | --- |
| Ganadora        | - Gales - Amy Guy |
| 1.ª Finalista   | - Australia - Sarah Davies |
| 2.ª Finalista   | - Perú- María Julia Mantilla - Trinidad y Tobago- Kenisha Thom |
| Top 10          | - Antigua y Barbuda - Shermain Jeremy - Fiyi - Aishwarya Sukhdeo - Islandia - Hugrún Harðardóttir - Países Bajos - Miranda Slabber - Rusia - Tatiana Sidorchuk - Tailandia - Nikallaya Abdul Dulaya |

### Miss Talento
- Ganadora: Antigua y Barbuda
- 1.ª Finalista: China
- 2.ª Finalista: Barbados
- Top 25: Aruba, Australia, Bahamas, Botswana, Brasil, Chile, China Taipei, República Checa, Ecuador, Estonia, Fiji, Gibraltar, Italia, Corea, Perú, Filipinas, Rusia, España, Tailandia, Trinidad y Tobago, Uganda, Zambia

### Miss Top Model
| Resultado Final | Candidata |
| --------------- | --- |
| Ganadora        | - México - Yessica Ramírez |
| 1.ª Finalista   | - Angola - Silvia Anair Joao de Deus |
| 2.ª Finalista   | - Bélgica- Ellen Petri |
| Top 10          | - España - Maite Medina Cerrato - China Taipéi - Dorothy Chu Yi Hui - Grecia - Maria Spiridaki - Puerto Rico - Cassandra Castro - República Checa - Jana Doleželová - Rusia - Tatiana Sidorchuk - Trinidad y Tobago - Kenisha Thom                                                                        |
| Top 20          | - Aruba - Luisana Nikulay Cicilia - Botsuana - Juby Peacock - Bulgaria - Gergana Guncheva - China - Yang Jin - Costa Rica - Shirley Calvo Jiménez - Chipre - Constantina Evripidou - Estados Unidos - Nancy Randall - Georgia - Salome Chikviladze - India - Sayali Bhagat - Polonia - Katarzyna Borowicz |

### Contestants' Choices
| Resultado Final | Candidata                        |
| --------------- | -------------------------------- |
| Ganadora        | - Australia - Sarah Davies       |
| 1.ª Finalista   | - Estados Unidos - Nancy Randall |
| 2.ª Finalista   | - Perú- María Julia Mantilla     |

## Premios especiales

### Mejor Diseñador del vestido Mundial
| Resultado Final | Candidata               |
| --------------- | ----------------------- |
| Ganadora        | - Bélgica - Ellen Petri |

### Miss Mundo Becada
| Resultado Final | Candidata                 |
| --------------- | ------------------------- |
| Ganadora        | - Jamaica - Tonoya Toyloy |

## Candidatas
| País                  | Candidata                                  | Edad | Estatura        | Ciudad              |
| --------------------- | ------------------------------------------ | ---- | --------------- | ------------------- |
| Albania               | Agnese Vuthaj                              | 18   | 1,75 m (5′ 9″)  | Pristina            |
| Angola                | Silvia Anaira Joao de Deus                 | 20   | 1,78 m (5′ 10″) | Luanda              |
| Antigua y Barbuda     | Shermain Sunja Jeremy                      | 23   | 1,75 m (5′ 9″)  | St. John's          |
| Argentina             | Veronica Carol Estarriaga Linares          | 24   | 1,70 m (5′ 7″)  | Buenos Aires        |
| Aruba                 | Luisana Nikulay Cicilia                    | 20   | 1,80 m (5′ 11″) | Oranjestad          |
| Australia             | Sarah Anneth Davies                        | 22   | 1,74 m (5′ 9″)  | Brisbane            |
| Bahamas               | Brianna Clarke                             | 23   | 1,68 m (5′ 6″)  | Nasáu               |
| Barbados              | Kennifer Donicka Marius                    | 20   | 1,63 m (5′ 4″)  | Christ Church       |
| Bielorrusia           | Olga Antropova                             | 22   | 1,80 m (5′ 11″) | Polotsk             |
| Bélgica               | Ellen Petri                                | 22   | 1,68 m (5′ 6″)  | Merksem             |
| Bolivia               | María Nuvia Montenegro Apuri               | 18   | 1,78 m (5′ 10″) | Reyes               |
| Bosnia                | Njegica Balorda                            | 19   | 1,77 m (5′ 10″) | Sarajevo            |
| Botsuana              | Juby Peacock                               | 20   | 1,73 m (5′ 8″)  | Maun                |
| Brasil                | Iara Maria Rezende Azevedo Coelho          | 23   | 1,81 m (5′ 11″) | Minas Gerais        |
| Bulgaria              | Gergana Guncheva                           | 17   | 1,73 m (5′ 8″)  | Sofía               |
| Canadá                | Tijana Arnautović Kaišetovič               | 18   | 1,80 m (5′ 11″) | Ottawa              |
| Islas Caimán          | Stacy Ann-Rose Kelly                       | 24   | 1,80 m (5′ 11″) | Bodden Town         |
| Chile                 | Verónica Irene Roberts Olcay               | 21   | 1,72 m (5′ 8″)  | Santiago            |
| China                 | Yang Jin Pang                              | 20   | 1,73 m (5′ 8″)  | Chongqing           |
| China Taipéi          | Dorothy Chu Yi Hui                         | 18   | 1,74 m (5′ 9″)  | Taipéi              |
| Colombia              | Paola Andrea Mariňo García                 | 22   | 1,78 m (5′ 10″) | Bogotá              |
| Costa Rica            | Shirley Teresa Calvo Jiménez               | 22   | 1,73 m (5′ 8″)  | Alajuela            |
| Croacia               | Ivana Žnidarić                             | 17   | 1,80 m (5′ 11″) | Cakovec             |
| Curazao               | Sue-Ann Stephanie Hudson                   | 20   | 1,70 m (5′ 7″)  | Willemstad          |
| Chipre                | Constantina Evripidou                      | 19   | 1,75 m (5′ 9″)  | Limasol             |
| República Checa       | Jana Doleželová                            | 23   | 1,76 m (5′ 9″)  | Unicov              |
| Dinamarca             | Line Solling Larsen                        | 23   | 1,75 m (5′ 9″)  | Funen               |
| República Dominicana  | Claudia Julissa Cruz Rodríguez             | 18   | 1,80 m (5′ 11″) | Bonao               |
| Ecuador               | Cristina Eugenia Reyes Hidalgo             | 23   | 1,81 m (5′ 11″) | Guayaquil           |
| Egipto                | Heba Ahmad El-Sisy                         | 22   | 1,75 m (5′ 9″)  | Cairo               |
| El Salvador           | Andrea Denise Müschenborn Charlaix         | 18   | 1,70 m (5′ 7″)  | San Salvador        |
| Inglaterra            | Danielle Karine Lloyd                      | 20   | 1,73 m (5′ 8″)  | Liverpool           |
| Estonia               | Moonika Tooming                            | 23   | 1,78 m (5′ 10″) | Tallin              |
| Etiopía               | Sayat Demissie                             | 18   | 1,71 m (5′ 7″)  | Adís Abeba          |
| Fiyi                  | Aishwarya Sukhdeo                          | 24   | 1,70 m (5′ 7″)  | Suva                |
| Finlandia             | Nina Johanna Tikanmäki                     | 19   | 1,72 m (5′ 8″)  | Naantali            |
| Francia               | Laetitia Aurore Marciniak                  | 23   | 1,73 m (5′ 8″)  | Calais              |
| Georgia               | Salome Chikviladze                         | 20   | 1,75 m (5′ 9″)  | Tiflis              |
| Alemania              | Inka Weickel                               | 20   | 1,71 m (5′ 7″)  | Alzey               |
| Ghana                 | Serena Naa Dei Ashi Roye                   | 23   | 1,75 m (5′ 9″)  | Acra                |
| Gibraltar             | Helen Kimberly Gustafson                   | 24   | 1,71 m (5′ 7″)  | Gibraltar           |
| Grecia                | Maria Spiridaki                            | 19   | 1,80 m (5′ 11″) | Heraklion           |
| Guadalupe Francesa    | Jennifer Desbouiges                        | 18   | 1,77 m (5′ 10″) | Pointe-à-Pitre      |
| Guyana                | Suzette Marissa khalessy Shim              | 19   | 1,75 m (5′ 9″)  | Georgetown          |
| Honduras              | Kimberly Michelle McNab Campo              | 19   | 1,72 m (5′ 8″)  | Roatán              |
| Hong Kong             | Queenie Chu Wai Man                        | 23   | 1,74 m (5′ 9″)  | Hong Kong           |
| Hungría               | Veronika Orban Szutek                      | 20   | 1,78 m (5′ 10″) | Zalaegerszeg        |
| Islandia              | Hugrun Hardardóttir                        | 21   | 1,70 m (5′ 7″)  | Selfoss             |
| India                 | Sayali Bhagat                              | 20   | 1,75 m (5′ 9″)  | Nashik              |
| Irlanda               | Natasha Nic Gairbheirth                    | 21   | 1,71 m (5′ 7″)  | Gweedore            |
| Israel                | Rita Arashff Lokina                        | 23   | 1,80 m (5′ 11″) | Asdod               |
| Italia                | Valeria Simone Altobelli                   | 20   | 1,82 m (6′ 0″)  | Roma                |
| Jamaica               | Tonoya Anne Toyloy                         | 24   | 1,76 m (5′ 9″)  | Kingston            |
| Japón                 | Minako Goto                                | 22   | 1,71 m (5′ 7″)  | Akita               |
| Kazajistán            | Aleksandra Kazakova                        | 19   | 1,78 m (5′ 10″) | Oskemen             |
| Kenia                 | Juliet Atieno Ochieng                      | 19   | 1,70 m (5′ 7″)  | Kisumu              |
| Corea del Sur         | Han Kyoung-jin                             | 19   | 1,74 m (5′ 9″)  | Seongnam            |
| Letonia               | Agnese Eidukaviuş                          | 20   | 1,77 m (5′ 10″) | Valmiera            |
| Líbano                | Nadine Noujeim                             | 20   | 1,75 m (5′ 9″)  | Beirut              |
| Lituania              | Agne Maliaukaitė                           | 19   | 1,71 m (5′ 7″)4 | Panevezys           |
| Macedonia             | Sara Lesikowska                            | 17   | 1,77 m (5′ 10″) | Skopie              |
| Malasia               | Gloria Ting Mei Ru                         | 23   | 1,71 m (5′ 7″)  | Sibu                |
| Malta                 | Antonella Vella                            | 20   | 1,78 m (5′ 10″) | Mosta               |
| Mauricio              | Maria Natacha Magalie Antoo                | 22   | 1,76 m (5′ 9″)  | Rose Hill           |
| México                | Yessica Guadalupe Ramírez Meza             | 22   | 1,83 m (6′ 0″)  | Tijuana             |
| Moldavia              | Marina Ioana Chivaciuc                     | 21   | 1,74 m (5′ 9″)  | Tiraspol            |
| Namibia               | Adele Tanya Basson                         | 24   | 1,70 m (5′ 7″)  | Windhoek            |
| Nepal                 | Payal Shakya                               | 18   | 1,64 m (5′ 5″)  | Katmandú            |
| Países Bajos          | Miranda Slabber                            | 24   | 1,76 m (5′ 9″)  | Arnemuiden          |
| Nueva Zelanda         | Amber Jean Peebles                         | 21   | 1,70 m (5′ 7″)  | Auckland            |
| Nicaragua             | Anielka María Sánchez Castillo             | 22   | 1,78 m (5′ 10″) | Masaya              |
| Nigeria               | Anita Queen Uwagbale                       | 19   | 1,78 m (5′ 10″) | Lagos               |
| Irlanda del Norte     | Kirsty Anne Gabriel Stewart                | 18   | 1,72 m (5′ 8″)  | Enniskillen         |
| Noruega               | Hege Krestjen Torresdal                    | 20   | 1,77 m (5′ 10″) | Aksdal              |
| Panamá                | Melissa del Carmen Piedrahíta Melendez     | 22   | 1,75 m (5′ 9″)  | Panamá              |
| Paraguay              | Tania María Domaniczky Vargas              | 21   | 1,75 m (5′ 9″)  | Asunción            |
| Perú                  | María Julia Mantilla García                | 20   | 1,74 m (5′ 9″)  | Trujillo            |
| Filipinas             | Maria Eugene Karla Rabanal Bautista        | 20   | 1,75 m (5′ 9″)  | Cebu City           |
| Polonia               | Katarzyna Borowicz                         | 19   | 1,73 m (5′ 8″)  | Ostrow Wielkopolski |
| Portugal              | Patricia Maira Oliveira Raposa de Oliveira | 17   | 1,70 m (5′ 7″)  | Lisboa              |
| Puerto Rico           | Cassandra Carin Castro Holland             | 20   | 1,78 m (5′ 10″) | Luquillo            |
| Rumania               | Adina Maria Cotunarescu                    | 20   | 1,80 m (5′ 11″) | Arad                |
| Rusia                 | Tatiana Romanovna Sidorchuk                | 19   | 1,78 m (5′ 10″) | Ulyanovsk           |
| Santa Lucía           | Sascha Gianne Michelle Andrew-Rose         | 18   | 1,77 m (5′ 10″) | Castries            |
| Escocia               | Lois Anna Weatherup                        | 21   | 1,76 m (5′ 9″)  | Linlithgow          |
| Serbia                | Jelena Pejičić                             | 17   | 1,78 m (5′ 10″) | Belgrade            |
| Singapur              | Lisa Huang Shu Jun Win                     | 22   | 1,71 m (5′ 7″)  | Singapur            |
| Eslovaquia            | Maria Šandorová                            | 20   | 1,75 m (5′ 9″)  | Kosice              |
| Eslovenia             | Živa Vadnov                                | 22   | 1,71 m (5′ 7″)  | Liubliana           |
| Sudáfrica             | Joan Kwena Ramagoshi                       | 24   | 1,68 m (5′ 6″)  | Mamelodi            |
| España                | Maite Medina Cerrato                       | 24   | 1,80 m (5′ 11″) | Cardedeu            |
| Sri Lanka             | Anarkalli Jay Aakarsha                     | 17   | 1,65 m (5′ 5″)  | Colombo             |
| Suecia                | Eva Maritta Helena Hjertonsson             | 19   | 1,73 m (5′ 8″)  | Kalmar              |
| Suiza                 | Fiona Hefti                                | 24   | 1,81 m (5′ 11″) | Zúrich              |
| Tanzania              | Faraja Ismailla Kotta                      | 19   | 1,78 m (5′ 10″) | Dar Es Salaam       |
| Tailandia             | Nikallaya Abdul Dulaya                     | 23   | 1,74 m (5′ 9″)  | Yala                |
| Trinidad y Tobago     | Kenisha Nalisha Finita Thom                | 21   | 1,74 m (5′ 9″)  | Scarborough         |
| Turquía               | Nur Gumusdograyan Ogrudoğan                | 19   | 1,80 m (5′ 11″) | Ankara              |
| Islas Turcas y Caicos | Beryl Christian Kateri Handfield           | 19   | 1,67 m (5′ 6″)  | Grand Turk          |
| Uganda                | Barbara Sonja Kimbugwe                     | 19   | 1,68 m (5′ 6″)  | Kampala             |
| Ucrania               | Lesya Matveyeva                            | 22   | 1,70 m (5′ 7″)  | Crimea              |
| Estados Unidos        | Nancy Ann Randall                          | 24   | 1,72 m (5′ 8″)  | Nueva Orleans       |
| Venezuela             | Andrea María Milroy Díaz                   | 20   | 1,74 m (5′ 9″)  | Caracas             |
| Vietnam               | Nguyễn Thị Thuy Huyền                      | 19   | 1,72 m (5′ 8″)  | Hanói               |
| Gales                 | Amy Louise Guy                             | 21   | 1,73 m (5′ 8″)  | Wrexham             |
| Zambia                | Rosemary Mulenga Chileshe                  | 24   | 1,80 m (5′ 11″) | Lusaka              |
| Zimbabue              | Oslie Muringai                             | 20   | 1,73 m (5′ 8″)  | Bulawayo            |